# PCGamesN
PCGamesN é uma revista britânica de jogos eletrônicos on-line com foco em jogos e hardware para PC. Possui uma equipe em tempo integral de mais de uma dúzia de escritores e é o site operado e de propriedade mais antigo do grupo de publicação Network N.

## História
A empresa-mãe Network N foi fundada por James Binns (anteriormente da Future Publishing) no final de maio de 2012. A PCGamesN foi lançada no mês seguinte.
O primeiro site da PCGamesN foi projetado para hospedar a cobertura de jogos tradicionais juntamente com conteúdo agregado e criado pelo usuário, que foi apresentado ao leitor em canais dedicados às principais franquias de jogos. Ao longo de dois redesenhos desde o lançamento, ele evoluiu para adotar uma abordagem mais tradicional e agora produz uma cobertura mais original em toda a gama de jogos e hardware para PC.
A equipe de lançamento incluiu Tim Edwards, ex-editor da PC Gamer. A PCGamesN adicionou dez novos canais e dois novos escritores para um total de sete escritores da equipe em agosto de 2012. O site adicionou uma equipe editorial da GamesMaster e da Official PlayStation Magazine em 2015, mais notavelmente o novo editor-chefe Joel Gregory. Gregory trouxe funcionários da revista Edge e Kotaku do Reino Unido em 2017, concluiu a transição do site de sua primeira forma experimental e supervisionou um redesenho, revelando o layout atual da PCGamesN em agosto de 2018.